# Skok přes žraloka

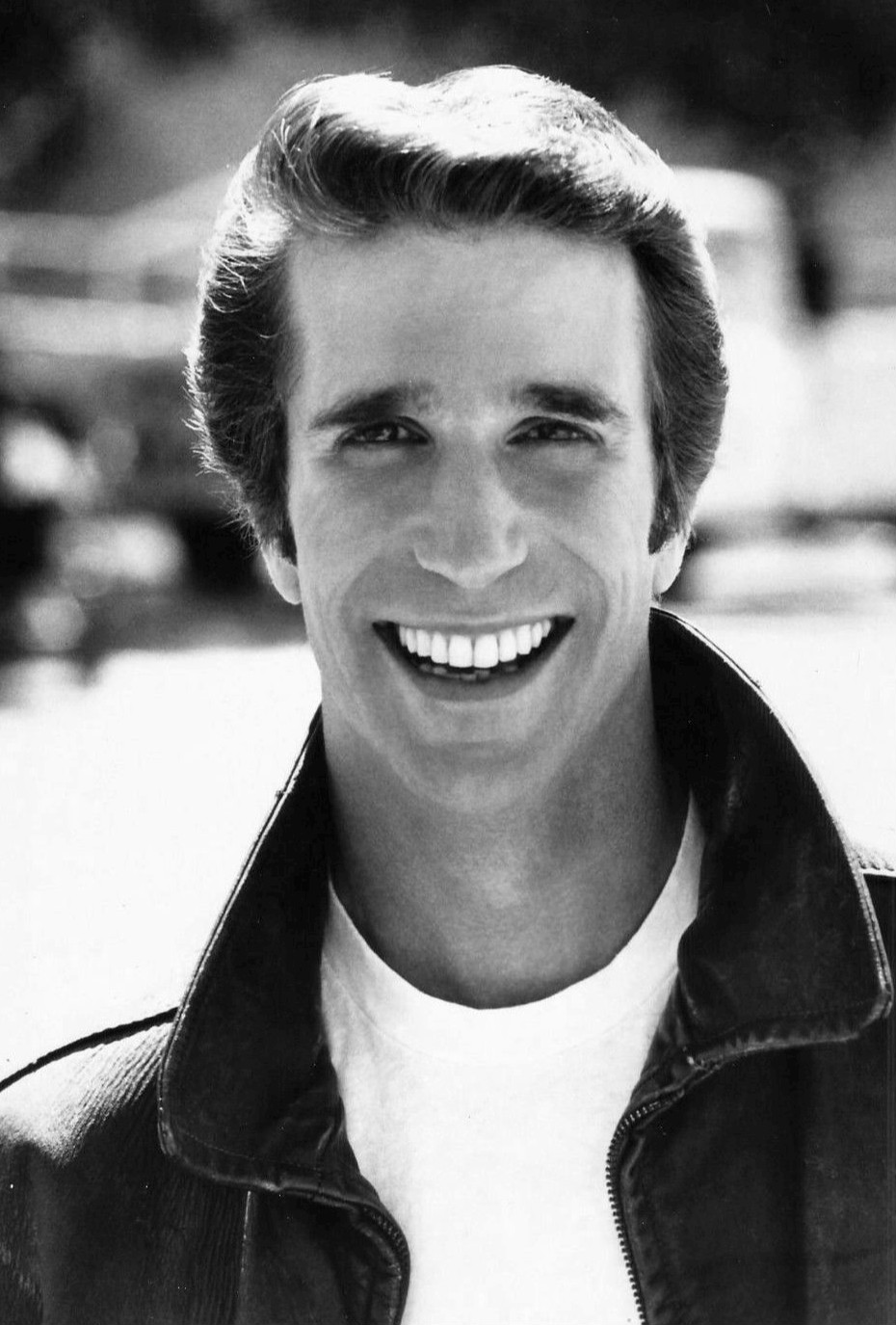
Henry Winkler, představitel Fonzieho

Skok přes žraloka (anglicky Jumping the shark) je americký popkulturní idiom, kterým fanoušci a kritici televizních seriálů označují situaci, kdy scenáristům začnou docházet nápady a snaží se udržet pozornost diváků nepravděpodobnými zápletkami a lacinými efekty.

## Původ slova
Výraz je inspirován epizodou Hollywood: Part 3 páté řady amerického seriálu Happy Days z roku 1977, v níž postava jménem Fonzie předvede svou zdatnost na vodních lyžích tím, že v plné rychlosti najede na můstek a přeskočí žraloka tygřího plujícího v moři. Nereálnost této scény se stala předmětem posměchu a byla přijata jako signál, že se seriál ocitl v krizi. K univerzálnímu rozšíření pojmu přispěl Jon Hein, který roku 1997 založil internetové stránky jumptheshark.com, zabývající se momenty, kdy dlouho vysílaný seriál „přeskočil žraloka“. Uvedl zde charakteristické příznaky toho, že se původní myšlenka daného pořadu vyčerpala a tvůrci si pomáhají různými triky: objevují se stále nové postavy (často jsou to hostující slavné osobnosti), staré postavy se chovají v rozporu se svým dosavadním psychologickým profilem, objevují se nelogické a absurdní momenty, seriál se podbízí vulgaritami, sexem a násilím. Spojení se používá i v přeneseném významu pro každého, kdo si nedokáže přiznat, že se už ocitl za zenitem.
Ve filmovém světě se užívá obdobná fráze nuking the fridge, narážející na pasáž z filmu Indiana Jones a království křišťálové lebky, v níž hlavní hrdina přežije atomový výbuch díky tomu, že se zavře do ledničky s olověnými stěnami.